# Sokołów (rejon czortkowski)
 Sokołów (ukr. Соколів, Sokoliw) – wieś na Ukrainie, w obwodzie tarnopolskim, w rejonie czortkowskim.
Do 2020 w rejonie buczackim.

## Historia
W latach 20. XVI wieku Sokołów był darowany Jakubowi Potockiemu herbu Pilawa za jego zasługi, a w szczególności za opiekę sprawowaną przez niego nad małoletnim Zygmuntem Augustem. Jakub Potocki w 1527 jako dziedzic Potoka, Pukowa i Sokołowa stawił się w Krakowie i odstąpił należące do swojej żony Katarzyny oraz jej sióstr Anny i Jadwigi Jemielnickich części we wsi Jemielnica w powiecie księskim. W posiadaniu tej rodziny był do początków XVIII wieku, kiedy to Zofia z Potockich (zm. ok. 1729), starościanka jabłonowska, córka Andrzeja, przekazała Sokołów swej córce Ewie kniaziównie Puzyniance, która wniosła tę posiadłość swemu mężowi Adamowi Mrozowickiemu herbu Prus III, staroście stęgwilskiemu i regimentarzowi wojsk koronnych, który się pisał z Mrozowic na Sokołowie i Orłowie. Następnie Sokołów był w posiadaniu jego najstarszego syna, Mikołaja Sabby Mrozowickiego, podkomorzego koronnego, konsyliarza Konfederacji Barskiej i rotmistrza Wojsk Koronnych. W II połowie XIX wieku w posiadaniu hr. Wolańskich herbu Przyjaciel.
Po zakończeniu I wojny światowej, od listopada 1918 roku do lata 1919 roku Sokołów znajdował się w Zachodnioukraińskiej Republice Ludowej.
Do 12 listopada 2015 wieś była siedzibą rady wiejskiej.